# Impressionismo Americano

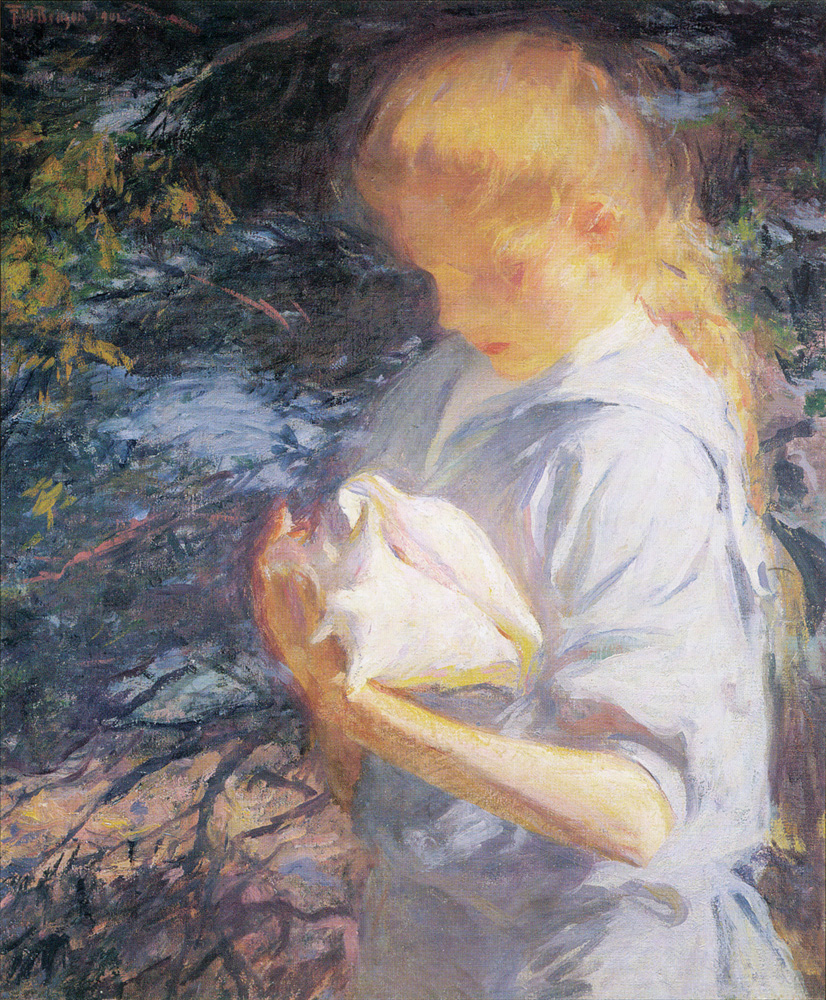
Frank W. Benson, Eleanor Holding a Shell, North Haven, Maine, 1902, coleção privada

O Impressionismo Americano foi um estilo de pintura relacionado ao Impressionismo Europeu e praticado por artistas americanos nos Estados Unidos de meados do século XIX até o início do século XX. O estilo é caracterizado por pinceladas soltas e cores vivas com uma ampla gama de assuntos, mas com foco em paisagens e vida doméstica da classe alta.

## História
Com o fim do século XIX, uma revolução silenciosa na pintura varreu o Atlântico. Na França, um grupo de artistas ousou abandonar a rigidez da tradição acadêmica em favor de algo efêmero — a luz do sol filtrada pelas folhas, gestos fugazes nas ruas da cidade, a poesia silenciosa da vida cotidiana reproduzida em cores luminosas e pinceladas fluidas. Isso era o Impressionismo: uma maneira radical, sensual e profundamente moderna de ver. Artistas americanos, muitos dos quais haviam estudado em Paris ou estavam intimamente familiarizados com os desenvolvimentos artísticos europeus, responderam não com admiração cautelosa, mas com fervorosa adoção.
Nas últimas décadas do século, o Impressionismo encontrou terreno fértil nos Estados Unidos. No entanto, o que emergiu não foi mera imitação. O Impressionismo Americano, embora devedor de seus progenitores franceses, evoluiu para uma linguagem distinta — que refletia as particularidades das paisagens, dos espaços domésticos e dos ritmos sociais americanos. Esses artistas voltaram seu olhar para o território nativo: jardins da Nova Inglaterra banhados pela luz do fim de tarde, rios cintilantes e prados ensolarados, interiores tranquilos repletos de figuras contemplativas. Tanto em centros urbanos quanto em subúrbios em expansão, eles capturaram uma nação em plena transformação, retratando suas complexidades com uma paleta de otimismo, introspecção e imediatismo.
Ao abraçar a liberdade estilística do Impressionismo, os pintores americanos também se engajaram em uma mudança cultural mais ampla — que buscava reconciliar a tradição com a mudança, o pessoal com o universal. Suas obras marcam um momento crucial na história artística do país: o primeiro movimento moderno a capturar a imaginação americana e o primeiro a sugerir que a beleza não precisa residir apenas na grandeza, mas no transitório, no íntimo, no visto e sentido.

## Características
Diferentemente dos pintores do primeiro Renascimento, cuja produção se fundamentava na simetria composicional, na centralidade da figura e na perspectiva linear regulada, os impressionistas norte-americanos adotaram soluções visuais marcadamente modernas, como a composição assimétrica, o enquadramento parcial das figuras e o aprofundamento perspectivo não ortodoxo. Essas escolhas visavam não apenas à renovação estética, mas também à intensificação da experiência sensorial da imagem, aproximando-a de uma percepção fragmentária e subjetiva do real.
A paleta cromática, outro elemento distintivo, era composta por cores puras, aplicadas diretamente do tubo à tela, sem mistura prévia, a fim de preservar a intensidade da matiz. Essa prática era complementada pelo uso da pincelada descontínua e pela técnica do impasto, que consistia na aplicação espessa e gestual da tinta, conferindo à superfície pictórica um caráter tátil e expressivo.
Embora inspirados pelas temáticas privilegiadas pelos impressionistas franceses — em especial as paisagens e cenas do cotidiano das classes populares —, os impressionistas norte-americanos desenvolveram um repertório temático próprio. Se, por um lado, conservaram o fascínio pelas paisagens naturais, por outro, voltaram-se com particular ênfase à representação de ambientes domésticos serenos e intimistas. Tais imagens, que retratam a vida privada com um lirismo contido, podem ser interpretadas como uma forma de resistência simbólica ao avanço da industrialização e à crescente alienação da vida urbana.

## Notáveis Impressionistas Americanos
- John White Alexander (1856–1915)
- J. Ottis Adams (1851–1927)
- Lucy Bacon (1857–1932)
- George Herbert Baker (1878–1943)
- John Noble Barlow (1861–1917)
- Thomas P. Barnett (1870–1929)
- Reynolds Beal (1867–1951)
- Marilyn Bendell (1921–2003)
- Frank Weston Benson (1862–1951)
- Johann Berthelsen (1883–1972)
- Warren Eugene Brandon (1916–1977)
- John Leslie Breck (1860–1899)
- Matilda Browne (1869–1947)
- John Elwood Bundy (1853–1933)
- Dennis Miller Bunker (1861–1890)
- Theodore Earl Butler (1861–1936)
- Mary Cassatt (1844–1926)
- William Merritt Chase (1849–1916)
- Alson S. Clark (1876–1949)
- Colin Campbell Cooper (1856–1937)
- Paul Cornoyer (1864–1923)
- Joseph DeCamp (1858–1923)
- Thomas Dewing (1851–1938)
- George Dinckel (1890–1976)
- Frank DuMond (1865–1951)
- John Joseph Enneking (1841–1916)
- Carl Eytel (1862–1925)
- Pedro Figari (1861–1938)
- Frederick Carl Frieseke (1874–1939)
- Daniel Garber (1880–1958)
- Robert F. Gault (1898–1977) AWS
- Arthur Hill Gilbert (1893–1970)
- Edmund Greacen (1877–1949)
- Richard Gruelle (1851–1914)
- Childe Hassam (1859–1935)
- William Samuel Horton (1865–1936)
- Wilson Irvine (1869–1936)
- Charles S. Kaelin (1858–1929)
- Joseph Kleitsch (1882–1931)
- Albert Henry Krehbiel (1873–1945)
- William Langson Lathrop (1859–1938)
- Hayley Lever (1876–1958)
- Laura Muntz Lyall (1860–1930)
- Theodore Lukits (1897–1992)
- Victor Matson (1895–1972)
- Willard Metcalf (1858–1925)
- Richard Edward Miller (1875–1943)
- Abram Molarsky (1879–1955)
- Robertson Kirtland Mygatt (1861–1919)
- George Loftus Noyes (1864–1954)
- Frank Nuderscher (1880–1959)
- Leonard Ochtman (1854–1935)
- Julian Onderdonk (1882–1922)
- William McGregor Paxton (1869–1941)
- Edgar Alwin Payne (1883–1947)
- Clara Elsene Peck (1883–1968)
- Van Dearing Perrine (1869–1955)
- Lilla Cabot Perry (1848–1933)
- Fritz Poock (1877–1945)
- Edward Henry Potthast (1857–1927)
- Edward Willis Redfield (1869–1925)
- Robert Reid (1862–1929)
- Theodore Robinson (1852–1896)
- Edward Francis Rook (1870–1960)
- Guy Rose (1867–1925)
- Porfirio Salinas (1910–1973)
- John Singer Sargent (1856–1925)
- Paul Sawyier (1865–1917)
- Christian von Schneidau (1893–1976)
- Edward Simmons (1852–1931)
- Sueo Serisawa (1910–2004)
- Tim Solliday (born 1952)
- George Sotter (1879–1953)
- Anna Huntington Stanley (1864–1907)
- Otto Stark (1859–1926)
- T. C. Steele (1847–1926)
- Edmund Charles Tarbell (1862–1938)
- John Henry Twachtman (1853–1902)
- Edward Charles Volkert (1871–1935)
- Robert Vonnoh (1858–1933)
- Clark Voorhees (1871–1933)
- Marion Wachtel (1875–1954)
- Fred Wagner (1860–1940)
- Martha Walter (1895–1976)
- J. Alden Weir (1852–1919)
- Catherine Wiley (1879–1958)
- Robert William Wood (1889–1979)
- Mary Agnes Yerkes (1886–1989)